# Syphrea
Syphrea là một chi bọ cánh cứng trong họ Chrysomelidae.
Chi này được miêu tả khoa học năm 1876 bởi Baly.

## Các loài
Các loài trong chi này gồm:
- Syphrea curtipes (Bechyne, 1997)
- Syphrea jolyi (Bechyne, 1997)
- Syphrea trifurcata (Bechyne, 1997)